# Гирокастра (крепость)
Гирокастра (алб. Kalaja e Gjirokastrës) — крепость (цитадель) в городе Гирокастра, Албания. Во время правления Османской империи была исторически известна как Эргири, в то время как местные греки называли её крепость Аргикастрон (греч. Φρούριο του Αργυροκάστρου). Цитадель расположена на высоте 336 м.
Находится под защитой ЮНЕСКО.

## История
Цитадель возвышается над стратегически важным маршрутом вдоль речной долины. Существовала в различных формах ещё до XII века. Согласно местным албанским фольклорным традициям, в XV веке принцесса Аргиро спрыгнула со стен крепости вместе со своим ребёнком, чтобы избежать пленения османами. В 1960-х годах эта легенда вдохновила албанского автора Исмаила Кадаре на поэму. 
После 1812 года Али-паша Тепеленский провёл масштабную реконструкцию и велел добавить пристройку с западной стороны. В 1932 году правительство короля Зогу расширило тюрьму замка. Она широко использовалась во время его правления и содержала политических заключённых во время коммунистического режима.

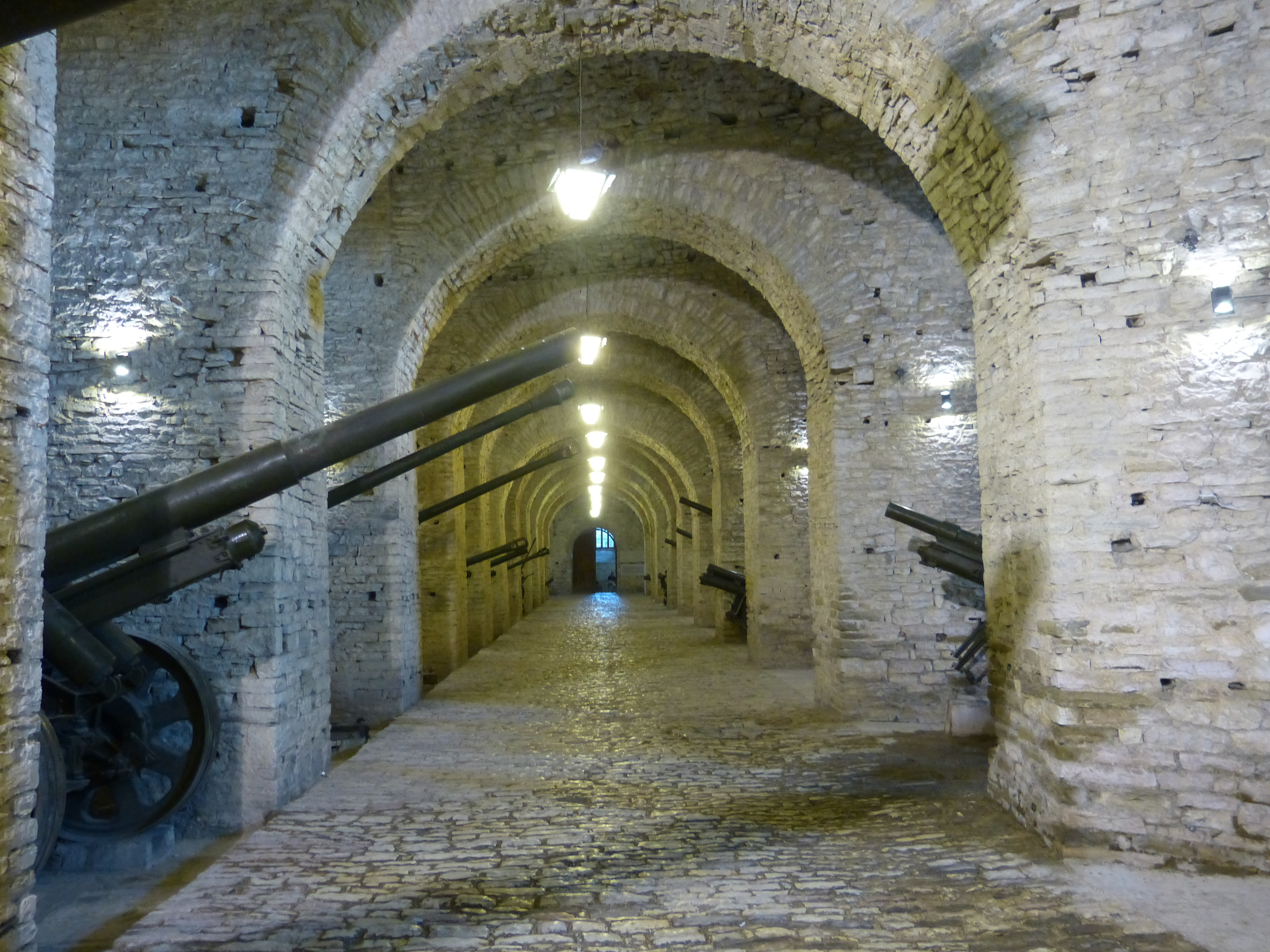
Внутри крепости

## Настоящее время
Сегодня крепость является туристической достопримечательностью. На территории находятся пять башен и строений, новый музей Гирокастры, часовая башня, два текке, цистерна, сцена Национального фольклорного фестиваля и многие другие достопримечательности.
В военном музее представлены захваченная артиллерия и памятные вещи времён коммунистического сопротивления немецкой оккупации, а также захваченный самолет ВВС США в память о борьбе коммунистического режима против западных держав.
С января по май 2018 года крепость посетили более 10,000 туристов, что более чем в два раза больше, чем за тот же период 2017 года (4,700 человек).